# گروک پایین (تفتان)
گروک پایین روستایی در دهستان اسکل‌آباد بخش مرکزی شهرستان تفتان استان سیستان و بلوچستان ایران است.

## جمعیت
بر پایه سرشماری عمومی نفوس و مسکن در سال ۱۳۹۵ جمعیت این روستا ۲۷۶ نفر (۸۲خانوار) بوده‌است.